# Dampjoux
Dampjoux é uma comuna francesa na região administrativa de Borgonha-Franco-Condado, no departamento de Doubs. Estende-se por uma área de 2,31 km². Em 2010 a comuna tinha 173 habitantes (densidade: 74,9 hab./km²).